# Orihuela Deportiva Club de Fútbol
El Orihuela Deportiva Club de Fútbol fue un equipo de fútbol español fundado en 1944 en Orihuela y desaparecido finalmente en 1995. Llegó a jugar dos temporadas en la Segunda División de España.

## Historia
El club empezó su andadura en las divisiones regionales de la Comunidad Valenciana, hasta que en la temporada 1946/47 empezó a jugar en la Tercera División de España «tercer nivel en la liga antes de la aparición de la Segunda División B de España». Permaneció en la Tercera División durante seis años, hasta que en la temporada 1951/52, tras quedar primero de grupo, ascendió a la Segunda División de España. Tan solo permaneció un año, ya que tras finalizar en duodécima posición descendió de categoría. repitió el logro en 1989/90, cuando volvió a quedar primero de grupo en la Segunda División B de España, jugando de nuevo en la Segunda División. Llegó a quedar en quinta posición, pero tras no pagar a sus jugadores fue descendido automáticamente de división. Finalmente, en la temporada 1994/95 se retiró de la competición y quedó desaparecido, ocupando su puesto el Orihuela Club de Fútbol.

## Temporadas
| Temporada | División | Posición | Copa del Rey     |
| --------- | -------- | -------- | ---------------- |
| 1945/46   | Regional | —        |                  |
| 1946/47   | 3.ª      | 5º       |                  |
| 1947/48   | 3.ª      | 11º      | Segunda ronda    |
| 1948/49   | 3.ª      | 12º      |                  |
| 1949/50   | 3.ª      | 6º       |                  |
| 1950/51   | 3.ª      | 8º       |                  |
| 1951/52   | 3.ª      | 1º       |                  |
| 1952/53   | 2.ª      | 12º      |                  |
| 1953/54   | 3.ª      | 2º       |                  |
| 1954/55   | 3.ª      | 10º      |                  |
| 1955/56   | 3.ª      | 11º      |                  |
| 1956/57   | 3.ª      | 13º      |                  |
| 1957/58   | 3.ª      | 4º       |                  |
| 1958/59   | 3.ª      | 4º       |                  |
| 1959/60   | 3.ª      | 8º       |                  |
| 1960/61   | 3.ª      | 6º       |                  |
| 1961/62   | 3.ª      | 5º       |                  |
| 1962/63   | 3.ª      | 2º       |                  |
| 1963/64   | 3.ª      | 11º      |                  |
| 1964/65   | 3.ª      | 13º      |                  |
| 1965/66   | 3.ª      | 10º      |                  |
| 1966/67   | 3.ª      | 7º       |                  |
| 1967/68   | 3.ª      | 6º       |                  |
| 1968/69   | 3.ª      | 15º      |                  |
| 1969/70   | 3.ª      | 12º      | Octavos de final |
| 1970/71   | Regional | 4º       |                  |
| 1971/72   | Regional | 16º      |                  |

| Temporada | División | Posición | Copa del Rey  |
| --------- | -------- | -------- | ------------- |
| 1972/73   | Regional | 1º       |               |
| 1973/74   | 3.ª      | 9º       |               |
| 1974/75   | 3.ª      | 14º      |               |
| 1975/76   | 3.ª      | 9º       |               |
| 1976/77   | 3.ª      | 17º      |               |
| 1977/78   | 3.ª      | 17º      |               |
| 1978/79   | 3.ª      | 12º      |               |
| 1979/80   | 3.ª      | 3º       |               |
| 1980/81   | 3.ª      | 9º       | Primera ronda |
| 1981/82   | 3.ª      | 2º       |               |
| 1982/83   | 3.ª      | 2º       |               |
| 1983/84   | 3.ª      | 2º       |               |
| 1984/85   | 2ªB      | 5º       |               |
| 1985/86   | 2ªB      | 9º       |               |
| 1986/87   | 3.ª      | 15º      |               |
| 1987/88   | 3.ª      | 2º       |               |
| 1988/89   | 3.ª      | 1º       |               |
| 1989/90   | 2ªB      | 1º       |               |
| 1990/91   | 2.ª      | 5º       |               |
| 1991/92   | 2ªB      | 14º      |               |
| 1992/93   | 2ªB      | 17º      |               |
| 1993/94   | 3.ª      | 18º      |               |
| 1994/95   | Regional | 10º      |               |
| 1995/96   | Regional | Retirado |               |

- 2 temporadas en Segunda División
- 32 temporadas en Segunda División B «llamada hasta 1977/78 como Tercera División»
- 15 temporadas en Tercera División «siendo hasta 1991/92 las Divisiones regionales
- 1 temporada en Divisiones regionales